# Holofernes

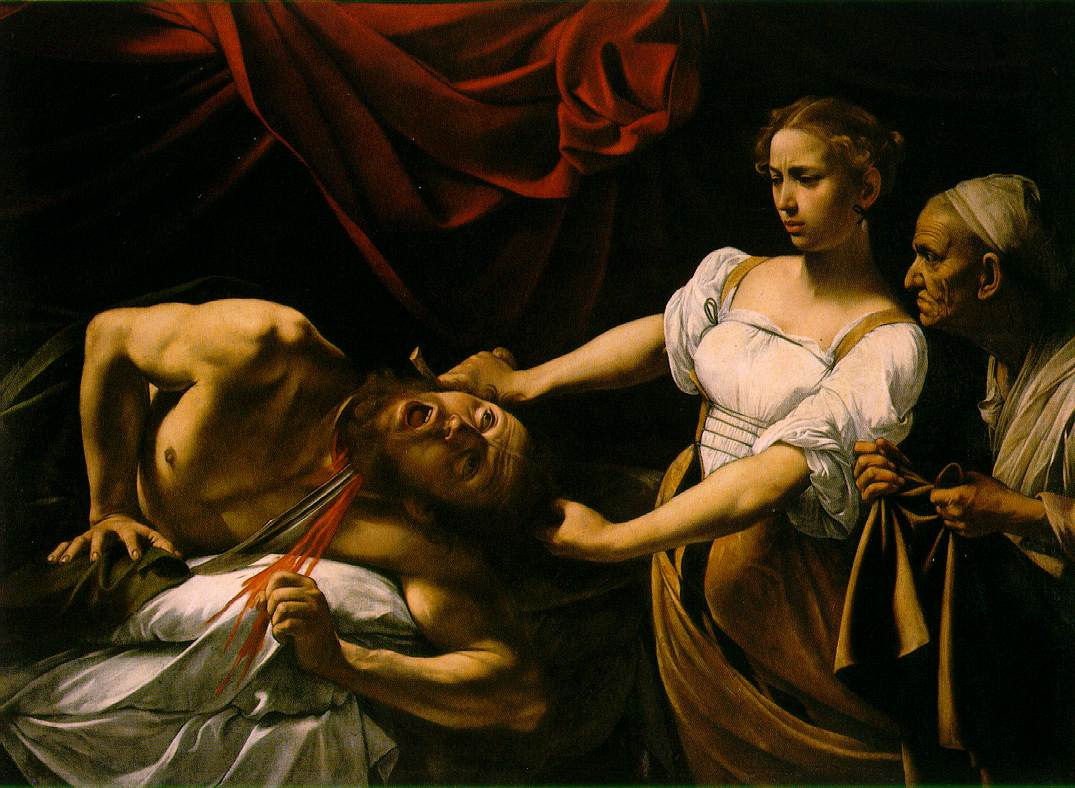
Caravaggio – Śmierć Holofernesa

Holofernes (hebr. הולופרנס, gr. Ὀλοφέρνης) – postać biblijna, wódz armii Nabuchodonozora, ofiara Judyty. Zachwycony jej pięknością zamierzał ją posiąść, lecz gdy upił się w czasie uczty, został przez nią zamordowany przez dekapitację. Odciętą głowę Holofernesa Judyta zaniosła do oblężonej Betulii, gdzie wywieszono ją na murach miejskich, co spowodowało popłoch w obozie licznych wojsk babilońskich, ich ucieczkę i pogrom przez Izraelitów.